# Digitacalia
Digitacalia là một chi thực vật có hoa trong họ Cúc (Asteraceae).

## Loài
Chi Digitacalia gồm các loài: